# Vescomtat d'Urgell
El vescomtat d'Urgell fou una jurisdicció feudal del comtat d'Urgell.
S'esmenten al segle X alguns vescomtes encara que no és segur que tots fossin vescomtes de la Cerdanya. El primer establert amb seguretat es Miró I que està documentat del 953 al 977. El 977 va promoure la consagració del temple de Santa Maria de Solsona, edificat des d'antic. Va morir abans del 984, atès que aquest any un monjo, anomenat Oliba, fa donació d'una vinya a Sant Pere de Solsona pel bé de la pròpia ànima i de la del vescomte Miró.
El seu fill Guillem I va rebre, el 989, del comte Borrell II de Barcelona i Urgell, la vall de Castell-lleó que més tard fou Castellbò. Es va casar amb Sança, amb qui va tenir dos fills, Miró II i Bernat Guillem, que fou bisbe d'Urgell. Va morir vers el 1035.
A Guillem el va succeir el seu fill Miró II Guillem, casat amb Geriberga o Geberga, germana d'Arnau Mir de Tost el conqueridor d'Àger, i que vers el 1040 va desconèixer la sobirania del seu comte i es va declarar feudatari del comte Ramon de la Cerdanya pels castells de Rocamora a Guils del Cantó, l'Aguda a la Vall de Castellbò i Castellbò. Amb la seva esposa no va tenir fills i va contraure segones núpcies amb Guilla, de la que té Ramon, que el succeirà, Renard, Pere i Guillem. Va morir vers el 1079 i el va succeir el seu fill Ramon I Miró.
Ramon I fill de Miró II, es va casar amb Ermessenda, de qui va tenir un fill, Pere. Poc més se sap de la seva vida. El 9 de gener de 1118, en el darrer document relatiu als vescomtes d'Urgell conservat a l'arxiu de Santa Maria de Solsona, signa la donació de tres masos, que són a Balltarga (Cerdanya) i a la Pedra, feta a Santa Maria de Solsona pels comtes de Barcelona, Cerdanya i Besalú, Ramon Berenguer i muller, Dolça. Es creu que devia morir al voltant d'aquest any de 1118.
La successió va recaure en el seu fill Pere I (o Pere I Ramon) que el 1126 es va casar amb Sibil·la vescomtessa hereva de Cerdanya, incorporant diverses senyories com els castells de Sant Martí de Tous, Miralles i Queralt. Des d'aquesta època en lloc de fer-se dir vescomte de l'Alt Urgell i de Cerdanya es titula vescomte de Castellbò.
Abans del 1094 i fins al 1126 se'l reanomenà Vescomtat d'Alt Urgell en ser creat un Vescomtat del Baix Urgell (que esdevingué immediatament Vescomtat d'Ager). El títol de vescomte de Cerdanya va caure en desús, i la línia col·lateral de la dinastia cerdana, els Urtx, van titular-se Vescomtes d'Urtx des de, almenys, el 1081 potser també per afermar les seves aspiracions a la successió abans de l'enllaç de Sibil·la de Cerdanya.
Per tant:
- Vescomtat de l'Alt Urgell / Vescomtat d'Urgell (c. 929-1126) -> Vescomtat de l'Alt Urgell i de Cerdanya (1126-1127) (Unió del vescomtat d'Urgell i Cerdanya) -> Vescomtat de Castellbò (1127-1548) -> Incorporació a la Corona d'Aragó (1548)

- Vescomtat del Baix Urgell (1094-1132) -> Vescomtat d'Àger (1132-1413) -> Incorporació a la Corona d'Aragó (1413)

## Llista de vescomtes
- Ermenir (potser vescomte d'Osona) c. 929
- Guiscafred c. 941
- Maiol (potser el vescomte Maiol II de Narbona 933-952) c. 950
- Simplici d'Urgell c. 956
- Miró I d'Urgell c. 953-977
- Ramon I d'Urgell, (d 971 - d 988)
- Guillem I d'Urgell 977-1035
- Miro II d'Urgell (Miró Guillem) 1035-1079
- Ramon II d'Urgell (Ramon Miró) 1079-1118 (vescomte de l'Alt Urgell des 1094)
- Pere I d'Urgell / de Castellbò (Pere Ramon) 1118-1150 (vescomte de l'Alt Urgell 1114-1126, vescomte de l'Alt Urgell i de Cerdanya 1126-1127, vescomte de Castellbò 1127-1150)

Esdevé el vescomtat de Castellbò.